# Campeonato Mundial de Ciclismo em Estrada de 1934
Os Campeonatos do mundo de ciclismo em estrada de 1934 celebrou-se na localidade alemã de Leipzig a 18 de agosto de 1934.

## Resultados
| Event                     | Ouro                            | Ouro                         | Prata                  | Prata | Bronze                     | Bronze |
| ------------------------- | ------------------------------- | ---------------------------- | ---------------------- | ----- | -------------------------- | ------ |
| Provas masculinas         |                                 |                              |                        |       |                            |        |
| Homens - corrida em linha | Karel Kaers · Bélgica           | 5h 45' 15" Média 37,994 km/h | Learco Guerra          | m.t.  | Gustave Danneels · Bélgica | m.t.   |
| Amador - corrida em linha | Kees Pellenaars · Países Baixos | 2h 43' 02"                   | André Deforge · França | -     | Paul André · Bélgica       | -      |